# キマダラコウモリ
キマダラコウモリ（黄斑蝙蝠（黄斑蝙蝠蛾）、学名：Endoclita sinensis）は、チョウ目コウモリガ科に分類されるガの一種である。

## 分布
日本全土および朝鮮半島、中国、台湾に分布する。

## 特徴
開張は40-53mm。
食樹はキリやモモなど。交尾を終えた雌成虫は飛翔しながら産卵し、孵化し成長した幼虫は材の中に穿入・食害するため農業害虫とされる。
6月-8月にかけて発生する。